# Piłka nożna na Igrzyskach Afrykańskich 2019
Piłka nożna na Igrzyskach Afrykańskich 2019 odbywała się w dniach 16–30 sierpnia 2019 roku na jednym stadionie w Bin Sulajman oraz trzech w mieście Sala.

## Podsumowanie

### Klasyfikacja medalowa
| Klasyfikacja medalowa | Klasyfikacja medalowa | Klasyfikacja medalowa | Klasyfikacja medalowa | Klasyfikacja medalowa | Klasyfikacja medalowa |
| Miejsce               | Państwo               | Złoto                 | Srebro                | Brąz                  | Razem                 |
| --------------------- | --------------------- | --------------------- | --------------------- | --------------------- | --------------------- |
| 1                     | Nigeria               | 1                     | 1                     | 0                     | 2                     |
| 2                     | Burkina Faso          | 1                     | 0                     | 0                     | 1                     |
| 3                     | Kamerun               | 0                     | 1                     | 0                     | 1                     |
| 4                     | Maroko                | 0                     | 0                     | 1                     | 1                     |
| =                     | Senegal               | 0                     | 0                     | 1                     | 1                     |
| Razem                 | Razem                 | 2                     | 2                     | 2                     | 6                     |

### Medaliści
| Konkurencja | 1. miejsce   | 2. miejsce | 3. miejsce |
| ----------- | ------------ | ---------- | ---------- |
| Mężczyźni   | Burkina Faso | Nigeria    | Senegal    |
| Kobiety     | Nigeria      | Kamerun    | Maroko     |